# Star Fox 2
Star Fox 2 (スターフォックス2, Sutā Fokkusu Tsū) ou Star Wing 2 (lorsqu'il est sorti sur Super Nintendo en Europe) est un jeu vidéo de type shoot 'em up développé par Nintendo et Argonaut Games pour la Super Nintendo. Il s'agit du deuxième opus de la série Star Fox, succédant ainsi à Star Wing (Star Fox en version originale). Prévu pour sortir en 1996, le jeu est annulé en raison de l'arrivée imminente de la Nintendo 64. Star Fox 2 sort finalement en 2017, étant préinstallé sur la Super NES Mini. Il est également réédité le 12 décembre 2019 dans le catalogue Super Nintendo du service Online de la console hybride Nintendo Switch.

## Scénario
Après sa défaite dans le premier Star Fox, Andross revient dans la galaxie de Lylat et lance une attaque contre Corneria, en utilisant sa nouvelle flotte de cuirassés et de missiles géants lancés à partir de bases sur des planètes pour détruire Corneria. Le général Pepper appelle de nouveau l'équipe Star Fox pour obtenir de l'aide. Armée de nouveaux Arwings, d'un vaisseau principal et de deux nouvelles recrues (Miyu, un lynx, et Fay, un chien), l'équipe Star Fox doit défendre Corneria avant qu'Andross n'utilise ses forces pour infliger des dommages critiques à Corneria. En cours de route, Star Fox doit aussi lutter contre des ennemis, des cuirassés d'Andross menaçant la planète Corneria, les membres de l'équipe Star Wolf, et enfin Andross lui-même.

## Système de Jeu
À la différence de Star Fox (Starwing), dont le déroulement par niveaux successifs suit des couloirs prédéfinis et imposés au joueur, Star Fox 2 laisse une plus grande liberté au joueur, tant sur le déroulement général que sur les phases de jeu en 3D libre.
Tout d'abord, la carte du système solaire est plus qu'un itinéraire prédéfini, mais réellement un plan de bataille dans lequel le joueur peut se déplacer n'importe où afin de libérer les planètes colonisées par Andross, détruire les missiles fonçant sur la planète Corneria, ou se ressourcer dans le Vaisseau Mère. Le seul allié de l'équipe est le poste de défense de l'armée de Corneria, pouvant éventuellement détruire des ennemis ou des missiles.
Suivant les obstacles rencontrés, le joueur doit faire face à des défis très variés :
- En attaquant un cuirassé ennemi, le déroulement de la mission suit un couloir, à l'image des niveaux de Star Wing, et se termine par la destruction du réacteur du vaisseau.
- En partant à la rencontre de groupes d'ennemis ou de membres de l'équipe Star Wolf, il faut détruire tous les adversaires avant qu'ils ne s'échappent, dans une phase en 3D libre.
- En se dirigeant vers une planète, il faut y détruire une base d'Andross. La partie extérieure demande de déverrouiller les accès à la base ; et à l'intérieur de cette dernière, il faut détruire un générateur. Cette phase de jeu au sol en 3D libre permet de passer en mode Walker : les ailes de l'Arwing se replient et deviennent des pattes, permettant de se déplacer à vitesse plus réduite et plus librement qu'en Arwing.

Des boss peuvent intervenir en cours de partie et ont pour mission de détruire la planète Corneria. Ils apparaissent sur la carte, et le joueur devra les affronter obligatoirement.
À la différence des troupes d'ennemis, les membres de l'équipe Star Wolf interviennent chacun séparément, et à des zones stratégiques. Ils n'ont pas pour but de détruire Corneria, mais suivent les déplacements du joueur.
À noter que la bataille spatiale continue pendant que le joueur est engagé dans une phase de jeu. Ainsi, les troupes d'ennemis ou croiseurs qui ne sont pas engagés dans une bataille avec l'équipe Star Fox continuent d'avancer vers la planète Corneria.

## Développement et Annulation
Le jeu utilise le Super FX 2, processeur intégré dans la cartouche permettant d'améliorer le processus de calcul des données 3D, avec l'optimisation du rendu et la possibilité d'afficher quelques polygones texturés.
Le Super FX 2 est conçu par Argonaut Games, déjà responsable de la première version du processeur ainsi que du chip sonore de la Super Nintendo. Les textures et le rendu 3D de Star Fox 2 sont issues de cette collaboration avec Nintendo.
La version montrée à la presse est disponible sur Internet avec la ROM quasi-finale du jeu.
Étant donné que c'est une version bêta, il y a un mode Démo qui permet de voir toutes les cinématiques et de jouer tous les niveaux dans l'ordre voulu.
Le jeu a été largement couvert par les différents magazines de jeux de l'époque, avec de nombreuses captures d' écran fournies par Nintendo pour susciter l'intérêt pour cette suite. Une version jouable a été exposée au Winter Consumer Electronics Show de 1995. Depuis la fuite du code bêta inachevée, certains individus ont réussi à prendre et compiler une grande variété de captures d'écran. Elles ont été prises à l'aide d'un émulateur. Au début du développement, Fara Phoenix de la bande dessinée Star Fox (appelé « Lady » en alpha) et le sosie d'Andross « Saru » (japonais pour « singe ») étaient prévus pour remplacer Miyu et Fay. Fay a remplacé un personnage de brebis lors du développement précoce du jeu.
Alors que le développement du jeu était terminé, Nintendo décida d'annuler sa sortie. Shigeru Miyamoto souhaitait une transition nette entre la 3D de la Super Nintendo et celle de la Nintendo 64 dont la sortie était imminente. De plus il est fort probable que Nintendo désirait éviter la comparaison entre un jeu 3D développé pour une console 16 bits et les jeux 3D des nouvelles consoles 32 bits PlayStation et Sega Saturn.
Bien que Nintendo n'a jamais révélé la raison officielle de son annulation, le programmeur de Star Fox 2 Dylan Cuthbert a partagé les raisons de son annulation :
Une image ROM d'un début de version alpha du jeu a été divulguée, qui est venu d'une archive du code source datant de quand le jeu était en début de développement. Cette version dispose d'un mode multijoueur rudimentaire. Une autre ROM, compilé à partir du dernier code source connue avant que le projet a été annulé, peut également être trouvée-cette version est presque complète et contient des bugs mineurs, le code de débogage, et les fonctionnalités inachevées, cependant, il manque le mode multijoueur trouvé dans la version alpha. Ces ROM peuvent être lus en utilisant un émulateur Super Nintendo et peuvent être exécutés sur le matériel réel si transféré sur une cartouche avec une puce Super FX. De plus, un patch de fan peut être appliqué à la ROM quasi-finale, et corrige la plupart des bugs, supprime le code de débogage et les fonctionnalités inachevées, et se traduit par la boîte de dialogue du jeu en anglais (une version de ce patch existe aussi sans la traduction de la langue). Dans une interview avec Nintendo Life en 2015, Cuthbert révèle qu'il a une copie finale de l'image ROM du jeu, complètement revue et déboguée par Mario Club, qu'il a acquis lors du développement de Star Fox Command, et indique que la ROM maître contient de nombreux éléments qui sont toujours portés disparus dans les ROMs prototypes ayant fuité.

## Héritage et Commercialisation
Selon Dylan Cuthbert, certains éléments de programmation faits pour le jeu, tel que la programmation du vaisseau, ont été adaptés et réutilisés pour le développement de Super Mario 64. Shigeru Miyamoto a également déclaré que des idées telles que le « All-Range », le mode multijoueurs, et les personnages de Star Wolf sont venus de Star Fox 2. Il a estimé que 30 % de Star Fox 64 a été repris de Star Fox 2. En outre, plusieurs concepts de jeu ont été réutilisés dans Star Fox Command pour la Nintendo DS — parmi ceux-ci, l'écran carte et la possibilité de choisir parmi plusieurs personnages, chacun avec ses propres vaisseau et statistiques.
Lorsqu'on lui a demandé si le jeu sortirait sur la console virtuelle de la Wii ou de la Nintendo DSi, le concepteur Star Fox Takaya Imamura a répondu « probablement pas ». Dans une interview en 2015, le programmeur Dylan Cuthbert a révélé que la sortie du jeu sur le récent Nintendo eShop est également très peu probable en raison d'importants litiges entre Nintendo et Argonaut Software, malgré le fait que ces derniers aient disparu.
Certains de ses mécanismes de jeu (tels que le mode marcheur pour l'Arwing) sont utilisés dans Star Fox Zero.
En 2017, plus de vingt ans après son annulation, une version officielle de Star Fox 2 sort pré-installée sur la console Super NES Mini, Nintendo a mis également le manuel original du jeu à disposition. Fin 2019, ce jeu est ressorti sur le catalogue Online de la Nintendo Switch.

### Équipe de Développement
- Producteur exécutif : Hiroshi Yamauchi
- Producteur : Shigeru Miyamoto
- Réalisateur : Katsuya Eguchi
- Réalisateur assistant : Yoichi Yamada
- Programmeurs : Dylan Cuthbert, Takumi Kawadge, Yasuhiro Kawaguchi
- Programmeur assistant : Hajime Yajima
- Programmeurs système 3D : Pete Warnes, Carl Graham
- Designer des graphismes : Masanro Arimoto
- Designer des formes 3D : Tsuyoshi Watanaee
- Programmeur sonore : Yoji Inagawi
- Compositeurs des musiques : Kozue Ishikawa, Yumiko Kanki
- Programmeur outils 3D : Daiki Iwamoto
- Voix : Dan Owsen (Fox, Peppy, Slippy, Miyu, Fay, Leon, Andrew) Isaac Marshall (Falco, Général Pepper, Pigma, Andross)[réf. nécessaire]